# Морфема
Морфема — найменша частина слів, що має певне значення (за визначенням американського лінгвіста Леонарда Блумфілда, 1933). Членування морфем на частини призводить лише до виділення елементів, що не мають значення — фонем.
Вивченням морфем займається морфеміка.

## Морфи й аломорфи
Морф — найкоротший мінімальний відрізок словоформи, або інакше — текстового слова, що наділений самостійним значенням і певною формою. Через те, що морфи реалізуються в конкретних мовленнєвих ланцюжках, вони доступні спостереженню. Родовим поняттям для морфів є морфема. Морф — конкретний лінійний представник морфеми, узагальненої абстрактної одиниці мови, один із формальних її різновидів, що встановлюється при поділі текстового слова. Морфема є інваріантною одиницею, морф - варіантною.
Аломорф — морф певної морфеми, зовнішня несхожість якого у порівнянні з іншими морфами тієї самої морфеми зумовлена фонемним складом сусідніх морфів, отже, тільки його позицією в слові. Морфема виступає як клас позиційно зумовлених аломорфів. Ця абстрактна одиниця маніфестується (реалізується) в текстах як сукупність аломорфів.
Аломорфи морфеми характеризують три ознаки. Вони:
1. мають те ж значення
2. наділені формальною (фонемою) близькістю, тобто частково подібним складом фонем і порядком їх слідування,
3. замінюють один одного лише в певних позиціях, перебуваючи в контексті взаємовиключення.

Так, морф -ін- у наведених прикладах з'являється лише після коренів, що закінчуються йотованим. У цій позиції неможливий морф -ин-. Морф -юват- зі значенням неповного вияву ознаки приєднується лише до коренів з кінцевим приголосним н.
Співвідношення між морфою, аломорфом та морфемою приблизно таке саме, як між фоном (звуком мови), алофоном та фонемою. Важливо розуміти, що аби дві морфи відносилися до одного аломорфу, вони не обов'язково повинні мати абсолютно однакове звучання: вони повинні мати лише однаковий фонемний склад та наголос.

## Класифікація морфем

### Корені та афікси
Морфеми поділяються на два основних типи — кореневі (корені, або основи), та афіксальні (афікси).
Корінь — основна значуща частина слова. Корінь є обов'язковою частиною будь-якого слова — не існує слів без кореня. Кореневі морфеми можуть утворювати слово як разом з афіксами, так і без них.
Афікс — допоміжна частина слова, що приєднується до кореня, та служить для словотвору та вираженню граматичних значень. Афікси не можуть самостійно утворювати слово, а лише з коренями. На відміну від коренів, афікси не бувають одиничними (тобто, зустрічаються в багатьох словах, а не якомусь одному).

### Класифікація афіксів
Афікси поділяються на типи в залежності від їхнього положення в слові. Найпоширеніші в мовах світу два типи афіксів: префікси, що стоять перед коренем, та постфікси, що стоять після кореня.
Префікс уточнює значення кореня, передає лексичне значення, інколи виражає і граматичне значення (наприклад, вид у дієслів).
В залежності від значення, що виражається постфіксами, вони розділяються на суфікси (що мають дериваційне, або словотвірне значення) і флексії або закінчення (що мають реляційне значення, тобто вказують на зв'язок з іншими членами речення). Суфікс передає лексичне та (частіше) граматичне значення.
Є мови, в яких не вживаються префікси (тюркські, угро-фінські), а всю граматику виражають постфіксами. В деяких інших мовах, наприклад, суахілі (родина банту, Центральна Африка), використовуються префікси і майже не використовуються постфікси. Індоєвропейські мови, до яких належить і українська мова, використовують і префікси, і постфікси, але з перевагою останніх.
Окрім префіксів та постфіксів, трапляються й інші типи афіксів. Інтерфікси — службові морфеми, що не мають власного значення, і слугують для зв'язування коренів у складних словах (наприклад, вод-о-спад). Конфікси — комбінації префікса з постфіксом, які завжди вживаються спільно, оточуючи корінь (як, наприклад, в німецькій мові ge-lob-t — «хвалений»). Інфікси — афікси, що вставляються в середину кореня, і служать для вираження нового граматичного значення; зустрічаються в індонезійських мовах (наприклад, ta-n-go). Трансфікси — афікси, які розривають корінь, що складається лише з приголосних, і визначають граматичне значення слова (характерні для семітських мов, наприклад, для арабської).

### Омоморфеми
Омоморфеми — морфеми, які збігаються у написанні і вимові, але мають різні граматичні значення. Наприклад, закінчення а в українській мові позначає:
- множину іменників другої відміни (місто — міста),
- родовий відмінок іменників (трактор — трактора),
- жіночий рід дієслів минулого часу (почав — почала).